# Army Men Advance
Army Men Advance — видеоигра, разработанная DC Studios и изданная The 3DO Company только для Game Boy Advance. Подобно Army Men: Sarge’s Heroes, история про генерала Пластро и его армию, которые решили захватить мир, а Sarge и его репортер Викки Гримм решили сорвать завоевание. На протяжении игры игрок должен спасать членов команды, проникать в базы Тана, бежать из тюрьмы, исследовать внеземное присутствие и извлекать оборудования связи. Игрок может играть за Sarge или Викки, но квесты для каждого из них идентичны, и как только персонаж был выбран, невозможно переключиться на другого, если игрок не хочет снова начать с первой миссии.

## Сюжет
После того, как таинственный объект падает с небес и берется Танской республикой, Sarge и Викки отправляются на расследование. Основная цель игры: Один, найти инфильтрат области 41, с помощью которого можно использовать портал в Реальный мир. Два, найти и спасти Риффа из плена войск Тана в реальном мире. Три, найти путь снаружи через ванну. Четыре, найти и спасти Скорча. Пять, найти коды доступа, чтобы захватить базу в гараже, а затем вернуться в пластиковый мир. Шесть, вернуть захваченную войсками Тана базу. Семь, вернитесь в область 41 и остановите генерала Пластро от использования инопланетного корабля.

## Отзывы
| Сводный рейтинг       | Сводный рейтинг |
| Агрегатор             | Оценка          |
| --------------------- | --------------- |
| GameRankings          | 55,44 %         |
| Metacritic            | 57/100          |
| Иноязычные издания    |                 |
| Издание               | Оценка          |
| EGM                   | 4/10            |
| Eurogamer             | 7/10            |
| Game Informer         | 7/10            |
| GamePro               | [ 6 ]           |
| GameSpot              | 4,4/10          |
| IGN                   | 7/10            |
| Nintendo Power        | [ 9 ]           |
| Nintendo World Report | 4,5/10          |

Army Men Advance получил «смешанные» обзоры, согласно агрегатору обзоров Metacritic.